# アンドオン
有限会社アンドオンは、テレビ番組やインターネットコンテンツに関する事業を行っている日本の会社である。本社は、東京都新宿区に所在する。
2005年、それまで関西ローカルの情報バラエティ番組の制作に関わっていた松田敏樹が、上宮高等学校の同級生で同じくテレビ番組のディレクターとして活動していた山根敬史に、メディアの垣根を越えた新しい制作会社の発足を持ちかけ設立される。
松田は中国、カナダに、山根はアメリカに在住していたこともあり、海外ロケや国際的な番組作りを得意としているのも特徴である。
社名の由来は、「暗い世の中を照らす行燈」になりたいという思いと、未来永劫存続できるように、英語の 「and on」 を掛け合わせてつけられた。

## 主な取引先
- NHK
- テレビ朝日
- 東京MXテレビ
- 北海道テレビ
- 博報堂
- アサツー ディ・ケイ
- 旭エージェンシー
- Aoi Pro.
- ティー・ワイ・オーID事業部

## 主な仕事

### 企業VP
- 全日空
- 大塚家具
- ネスカフェ
- 資生堂
- グリコ
- ECOS

など

### DVD
- 『日本サッカー協会オフィシャルDVD「1436」ジーコ監督と日本代表ドイツワールドカップの真実』
  - 監督：薗田賢次
  - 編集ディレクター:山根敬史

### テレビ番組
- 星イチ★お笑い力テスト（テレビ朝日2008年6月14日O.A.）
  - 日本初のリアルタイム視聴者アバター参加番組
  - MC：ケンドーコバヤシ、上宮菜々子（テレビ朝日アナウンサー）
- 5時に夢中!（2005.4-）
- ニッポン・ダンディ（TOKYO MX・2012年10月1日〜）
- 週末めとろポリシャン♪（TOKYO MX・2013年1月11日〜）
- 週末ハッピーライフ! お江戸に恋して（TOKYO MX・2017年4月1日〜）

### プロモーションwebサイト動画制作
- 大塚製薬「CONC」
- マツダ「デミオ」「RX-8」
- ユニリーバ・ジャパン・ビバレッジ「リプトン」
- 三菱電機「プロジェクトME」